# Third Age of the Sun
Third Age of the Sun è il terzo album del gruppo musicale gothic metal finlandese Battlelore registrato al Sound Suite Studios da Terje Refsnes nella primavera del 2005. Il sound differisce dai due album precedenti, anche per il cambio di formazione avvenuto l'anno precedente, dopo che il cantante Patrik Mennander e lo stesso fondatore Miika Kokkola avevano lasciato la band, sostituiti dal nuovo cantante Tomi Mykkänen e il bassista Timo Honkanen. La reinterpretazione dell'album è stata disegnata da Ville Pellikka.

Il cantante Tomi Mykkänen si è dichiarato non molto soddisfatto della sua performance in Third Age of the Sun spiegando in un'intervista:

La tastierista Maria ha detto dei testi del disco:

## Tracce
1. Usvainen Rhûn – 1:36
2. Storm of the Blades – 3:22
3. Ghân of the Woods – 4:41
4. Gwaith-i-Mírdain – 3:43
5. Trollshaws – 4:07
6. Elves of Lúva – 4:39
7. Valier - Queens of the Valar – 4:19
8. Thousand Caves – 4:06
9. Cloaked in Her Unlight – 4:13
10. Of Orcs and Elves – 4:26
11. Touch of Green and Gold – 3:39
12. Pallando - Forgotten Wizards I – 3:31
13. Gollum's Cry – 3:04
14. Elessar's Call (Traccia bonus della versione digipack) – 4:11
15. Alatar - Forgotten Wizards II (Traccia bonus della versione digipack) – 3:33
16. Dwimmerlaik (Traccia bonus della versione digipack) – 4:28

## Formazione
- Kaisa Jouhki - voce
- Tomi Mykkänen - voce
- Jussi Rautio - chitarra
- Jyri Vahvanen - chitarra
- Timo Honkanen - basso
- Henri Vahvanen - batteria
- Maria Honkanen - tastiere

## Riferimenti dei testi
- Usvainen Rhûn si riferisce dal titolo alla terra di Rhûn.
- Ghân of the Woods parla di Ghân-buri-Ghân e dei Drúedain.
- Gwaith-i-Mírdain parla dei fabbri elfici che forgiarono gli Anelli del Potere.
- Trollshaws parla dell'incontro nella foresta dei troll, da Lo Hobbit.
- Valier - Queens of the Valar parla della regina dei Valar.
- Thousand Caves parla delle Mille Caverne di Menegroth a Doriath.
- Cloaked in Her Unlight parla di Ungoliant e della distruzione dei Due Alberi di Valinor.
- Of Orcs and Elves parla dell'allevamento degli Orchi dagli Elfi.
- Touch of Green and Gold parla di Tom Bombadil.
- Pallando - Forgotten Wizards I parla di Pallando, uno degli Stregoni Blu.
- Gollum's Cry parla di Gollum durante Le due torri.
- Elessar's Call parla dei doni che Aragorn riceve al sussidio della Compagnia.
- Alatar - Forgotten Wizards II parla di Alatar, uno degli Stregoni Blu.
- Dwimmerlaik è una canzone-dialogo tra Éowyn e il Re Stregone di Angmar.